# Tourrettes (Var)
Tourrettes település Franciaországban, Var megyében. Lakosainak száma 2920 fő (2022. január 1.). Tourrettes Bagnols-en-Forêt, Callian, Fayence, Mons és Saint-Paul-en-Forêt községekkel határos.

## Népesség
A település népessége az elmúlt években az alábbi módon változott:
| Lakosok száma | 2863 | 2908 | 2952 | 2884 | 2871 | 2877 | 2874 | 2873 | 2920 |
|               | 2013 | 2015 | 2016 | 2017 | 2018 | 2019 | 2020 | 2021 | 2022 |